# デジモン挿入歌ワンダーベストエボリューション
『デジモン挿入歌ワンダーベストエボリューション』（デジモンそうにゅうかワンダーベストエボリューション）は、テレビアニメ、デジモンシリーズの挿入歌を集めたコンピレーション・アルバム。

## 収録曲
1. レクイエム (2:48) 歌:東京少年少女合唱隊
作曲・編曲:有澤考紀
デジモンアドベンチャー ぼくらのウォーゲーム!とデジモンフロンティアの第28話で使用。
2. EVO (3:41) 歌:WILD CHILD BOUND
作詞:大森祥子、作曲・編曲:渡部チェル
デジモンテイマーズの進化シーンで使用。
3. Holy light 〜八神ヒカリのテーマ〜 (5:04) 歌:八神ヒカリ (荒木香恵)
作詞:大森祥子、作曲・編曲:岩﨑元是
「デジモンアドベンチャー キャラクターソング+ミニドラマ②」収録。デジモンアドベンチャー02の第13話で使用。
4. 僕は僕だって (4:13) 歌:和田光司
作詞:松木悠、作曲:千綿偉功、編曲:渡部チェル
デジモンアドベンチャー02の第8話で使用。
5. Beat Hit! (4:22) 歌:宮崎歩
作詞:山田ひろし、作曲・編曲:太田美知彦
デジモンアドベンチャー02のジョグレス進化シーンで使用。
6. FOREVER FRIENDS (ACOUSTIC VERSION) (1:51) 歌:橋爪恵子
作詞:橋爪恵子、作曲:村上正芳、編曲:有澤考紀
デジモンアドベンチャー02 前編・デジモンハリケーン上陸!!/後編・超絶進化!!黄金のデジメンタルで使用。
7. Fragile heart (5:10) 歌:AiM
作詞:ai、作曲・編曲:近藤昭雄
デジモンテイマーズの第40話で使用。
8. Break up! (4:08) 歌:宮崎歩
作詞:山田ひろし、作曲・編曲:太田美知彦
デジモンアドベンチャー02のアーマー進化シーンで使用。
9. 男飛沫 (3:27) 歌:塩田博和 (玉木有紀子) & 北川健太 (青山桐子)
作詞:山田ひろし、作曲・編曲:太田美知彦
デジモンテイマーズの第26・29話で使用。
10. 夕陽の約束 (BDT Size) (1:28) 歌:牧野留姫 (折笠富美子)
作詞・作曲:泉川そら、編曲:阿部靖広
デジモンテイマーズ 暴走デジモン特急で使用。
11. brave heart (4:12) 歌:宮崎歩
作詞:大森祥子、作曲・編曲:太田美知彦
デジモンアドベンチャーの進化シーンで使用。
12. Across the tears (4:57) 歌:松田啓人 (津村まこと)
作詞:山田ひろし、作曲・編曲:太田美知彦
デジモンテイマーズの第24話で使用。
13. One Vision (DUKEMON MATRIX EVOLUTION VERSION) (4:40) 歌:谷本貴義
作詞:山田ひろし、作曲・編曲:太田美知彦
デジモンテイマーズのデュークモン進化シーンで使用。
14. 天使の祈り (5:25) 歌:AiM
作詞:松木悠、作曲・編曲:太田美知彦
デジモンアドベンチャー02の第38・42話で使用。
15. SLASH!! (4:00) 歌:太田美知彦
作詞:山田ひろし、作曲・編曲:太田美知彦
デジモンテイマーズのカードスラッシュシーンで使用。
16. 願いかなえるカギ (3:50) 歌:石田ヤマト (風間勇刀)
作詞:松木悠、作曲:江川裕史、編曲:渡部チェル
デジモンアドベンチャー02の第38話で使用。
17. With The Will (4:08) 歌:和田光司
作詞:松木悠、作曲・編曲:渡部チェル
デジモンフロンティアの進化シーンで使用。
18. トモダチの海 (4:30) 歌:Sammy
作詞:山田ひろし、作曲・編曲:山崎燿
デジモンテイマーズ 冒険者たちの戦いで使用。
19. 舞散花 〜サクヤモンの唄〜 (0:46) 歌:サクヤモン (今井由香)
作詞:吉村元希、作曲:今井由香
ボーナストラックとして収録。